# Jean-Marie Jacob
Pour les articles homonymes, voir Jacob (homonymie).
Jean-Marie Jacob, né à Plouézec (Côtes-d'Armor) le 22 août 1741 et mort à Saint-Brieuc le 28 mai 1801, est un prêtre et évêque français qui fut évêque constitutionnel des Côtes-du-Nord.

## Biographie
Fils de Jean-Baptiste Jacob, sieur de Coathallec, et de Marguerite Gérard, il passe son enfance à Plounez-Paimpol. Il suit ensuite des études au collège de Saint-Brieuc puis au séminaire. Il devient prêtre en 1765, recteur de Lannebert en 1786. Lors de la Révolution française, il prête le serment exigé par la Constitution civile du clergé et il devient conseiller général du canton de Lanvollon. Il est élu évêque des Côtes-du-Nord en mars 1791 et reçoit la consécration épiscopale le 1er mai à Notre-Dame de Paris de Jean-Baptiste Gobel. On ne connaît qu'un mandement de lui en 1792 lors de la clôture des élections pour la Convention nationale.
Il est emprisonné sous la Terreur mais ne renonce pas au sacerdoce. Après le rétablissement du culte, le 22 avril 1795 il adhère au manifeste des « Réunis » puis le 5 mars 1796 à la seconde encyclique. Il participe au Concile national de 1797 et réunit des synodes en 1798 et 1800. Il allait se rendre au concile de 1801 lorsqu'il meurt le 28 mai 1801 (8 prairial an IX) à Saint-Brieuc au terme d'un épiscopat de dix ans, victime d'une épidémie de « fièvre putride » éclatée parmi les détenus qu'il visitait.
Surnommé « an escop dervek », l'évêque aux feuilles de chêne, il a fait l'objet d'une biographie par Hervé Pommeret.

## Sources
(octobre 2023).
- Jean-Marie Jacob, évêque constitutionnel, Hervé Pommeret, Bulletins et Mémoires de la Société d'émulation des Côtes-du-Nord (Tome LXXV 1945–1946).
- Paimpol et son terroir , Mgr Jean Kerlévéo (1971).
- Un homme ordinaire en des temps difficiles, Christian Jacob, La Presse d'Armor, 5 août 1989.
- Jean-Marie Jacob, J. Raison du Cleuziou, La vie diocésaine du 21 juillet 1989, no 13.
- Les épidémies de 1785 et 1786 à Lannebert, par Christian Jacob – Les Carnets du Goëlo no 30 (2014), bulletin de la Société d'études historiques et archéologique du Goëlo.